# Marion Reneau
Marion Elizabeth Reneau-Perez (Tulare, California, 20 de junio de 1977) es una artista marcial mixta profesional estadounidense retirada que compitió como peso gallo en Ultimate Fighting Championship.

## Carrera en las artes marciales mixtas
Reneau comenzó su carrera profesional de artes marciales mixtas en 2010. Después de ganar varias peleas profesionales que intentó probar para The Ultimate Fighter 18. Sin embargo, ella fue supuestamente dijo por UFC brass que ella era demasiado viejo para ser un concursante en el programa, pero para seguir presionando y ganar un par de peleas más. Tras su victoria por sumisión contra Maureen Riordan en julio de 2014 en Resurrection Fighting Alliance 16, fue contratada por la UFC.

### Ultimate Fighting Championship
Reneau se enfrentó a Alexis Dufresne el 3 de enero de 2015 en UFC 182. Reneau ganó el combate por decisión unánime. En la rueda de prensa posterior al combate, Dana White mencionó el desaire de TUF y elogió públicamente su actuación.
Reneau se enfrentó a Jéssica Andrade el 22 de febrero de 2015 en UFC Fight Night: Bigfoot vs. Mir. Reneau ganó el combate por sumisión en el primer asalto, lo que le valió la bonificación de "Actuación de la Noche".
Reneau se enfrentó a Holly Holm el 15 de julio de 2015 en UFC Fight Night: Mir vs. Duffee. Perdió el combate por decisión unánime.
Reneau se enfrentó a Ashlee Evans-Smith el 21 de febrero de 2016 en UFC Fight Night: Cowboy vs. Cowboy. Perdió el combate por decisión dividida. La decisión de los jueces fue controvertida, ya que 16 de los 17 medios de comunicación que puntuaron el combate lo hicieron a favor de Reneau. Tenía previsto apelar la decisión ante la Comisión Atlética del Estado de Pensilvania. Sin embargo, el recurso fue denegado por el PSAC.
Reneau se enfrentó a Milana Dudieva el 19 de noviembre de 2016 en UFC Fight Night: Mousasi vs. Hall 2 en Belfast, Irlanda del Norte. Ganó el combate por TKO en el tercer asalto.
Reneau se enfrentó a Bethe Correia el 11 de marzo de 2017 en UFC Fight Night: Belfort vs. Gastelum. El combate de ida y vuelta tuvo momentos fuertes de ambas mujeres, 2 de los 3 jueces dieron los dos primeros asaltos a Correia (10-9) y dieron el tercer asalto a Reneau (10-8) provocando finalmente que el combate terminara en un empate mayoritario. Después de la pelea, Reneau no estuvo de acuerdo con el resultado y dijo: "Creo que ella ganó el primer asalto; tal vez me superó un poco. Creo que definitivamente gané el segundo, y seguro que gané el tercer asalto".
Se esperaba que Reneau se enfrentara a la ex Campeona de Peso Pluma Femenino de la UFC Germaine de Randamie el 2 de septiembre de 2017 en UFC Fight Night: Volkov vs. Struve, sin embargo, De Randamie se retiró de la pelea el 25 de agosto citando una lesión y fue reemplazada por Talita Bernardo. Reneau ganó la pelea vía TKO en los últimos segundos del tercer asalto.
Reneau estaba programada para enfrentarse a la ex campeona de peso gallo de Invicta FC Tonya Evinger en UFC Fight Night: Cowboy vs. Medeiros el 18 de febrero de 2018. Sin embargo, el 9 de enero de 2018, se anunció que Evinger se vio obligada a retirarse de la pelea debido a una lesión, lo que hizo que Reneau se retirara del evento y se reprogramara para enfrentar a Sara McMann el 24 de febrero de 2018 en UFC on Fox: Emmett vs. Stephens. Tras ser dominada en el primer asalto, se recuperó en el segundo derribando a McMann y sometiéndola después.
Reneau se enfrentó a Cat Zingano en UFC Fight Night: dos Santos vs. Ivanov el 14 de julio de 2018. Perdió el combate por decisión unánime.
Reneau se enfrentó a Yana Kunitskaya el 9 de marzo de 2019 en UFC Fight Night: Lewis vs. dos Santos. Perdió el combate por decisión unánime.
Reneau estaba programada para enfrentarse a Irene Aldana el 21 de septiembre de 2019 en UFC Fight Night: Rodríguez vs. Stephens.
 Sin embargo, Reneau se retiró del combate el 11 de septiembre por razones no reveladas. Fue sustituida por Vanessa Melo.
Reneau tenía previsto enfrentarse a Ketlen Vieira el 9 de mayo de 2020 en UFC 250. Sin embargo, el 9 de abril, Dana White, el presidente de la UFC anunció que este evento se posponía para una fecha futura. En su lugar, Reneau se enfrentó a Raquel Pennington el 20 de junio de 2020 en UFC on ESPN: Blaydes vs. Volkov. Perdió el combate por decisión unánime.
El combate con Vieira fue reprogramado y se esperaba que tuviera lugar el 27 de septiembre de 2020 en el UFC 253. Sin embargo, Reneau se retiró del combate alegando una lesión no dislocada y fue sustituida por Sijara Eubanks.
El combate entre Reneau y Macy Chiasson estaba originalmente programado para UFC Fight Night: Overeem vs. Volkov. Sin embargo, durante la semana previa al combate, Reneau fue retirada de la tarjeta tras dar positivo por COVID-19. El combate fue reprogramado para UFC Fight Night: Rozenstruik vs. Gane. Sin embargo, una vez más el combate fue cancelado debido a que Reneau dio positivo por COVID-19 y el combate finalmente tuvo lugar el 20 de marzo de 2021 en UFC on ESPN: Brunson vs. Holland. Reneau perdió el combate por decisión unánime.
Reneau se enfrentó a Miesha Tate el 17 de julio de 2021 en UFC on ESPN: Makhachev vs. Moisés, perdiendo por TKO en el tercer asalto. Era la primera vez que Reneau era derrotada en su carrera. Anunció su retiro al término del combate.

## Vida personal
Reneau creció en Porterville, California. Se graduó en medicina deportiva en la Universidad Estatal de California en Long Beach, donde formó parte del equipo de atletismo, siendo nombrada Atleta Femenina del Año en el Big West. Comenzó a entrenar para los Juegos Olímpicos después de la universidad, pero se quedó embarazada de su hijo y detuvo su carrera en el atletismo. Actualmente está casada con Armando Pérez y es profesora de educación física en el instituto de Farmersville.

## Récord en artes marciales mixtas
| Resultado | Récord | Oponente              | Método                                    | Evento                                 | Fecha                   | Ronda | Tiempo | Localización            | Notas                                                               |
| --------- | ------ | --------------------- | ----------------------------------------- | -------------------------------------- | ----------------------- | ----- | ------ | ----------------------- | ------------------------------------------------------------------- |
| Derrota   | 9-8-1  | Miesha Tate           | TKO (puñetazos)                           | UFC on ESPN: Makhachev vs. Moisés      | 17 de julio de 2021     | 3     | 1:53   | Las Vegas, Nevada       |                                                                     |
| Derrota   | 9-7-1  | Macy Chiasson         | Decisión (unánime)                        | UFC on ESPN: Brunson vs. Holland       | 20 de marzo de 2021     | 3     | 5:00   | Las Vegas, Nevada       |                                                                     |
| Derrota   | 9-6-1  | Raquel Pennington     | Decisión (unánime)                        | UFC on ESPN: Blaydes vs. Volkov        | 20 de junio de 2020     | 3     | 5:00   | Las Vegas, Nevada       |                                                                     |
| Derrota   | 9-5-1  | Yana Kunitskaya       | Decisión (unánime)                        | UFC Fight Night: Lewis vs. dos Santos  | 9 de marzo de 2019      | 3     | 5:00   | Wichita, Kansas         |                                                                     |
| Derrota   | 9-4-1  | Cat Zingano           | Decisión (unánime)                        | UFC Fight Night: dos Santos vs. Ivanov | 14 de julio de 2018     | 3     | 5:00   | Boise, Idaho            |                                                                     |
| Victoria  | 9-3-1  | Sara McMann           | Sumisión (estrangulamiento por triángulo) | UFC on Fox: Emmett vs. Stephens        | 24 de febrero de 2018   | 2     | 3:40   | Orlando, Florida        |                                                                     |
| Victoria  | 8-3-1  | Talita Bernardo       | TKO (puñetazos)                           | UFC Fight Night: Volkov vs. Struve     | 2 de septiembre de 2017 | 3     | 4:54   | Rotterdam               |                                                                     |
| Empate    | 7-3-1  | Bethe Correia         | Empate (mayoritario)                      | UFC Fight Night: Belfort vs. Gastelum  | 11 de marzo de 2017     | 3     | 5:00   | Fortaleza               |                                                                     |
| Victoria  | 7-3    | Milana Dudieva        | TKO (codazos y puñetazos)                 | UFC Fight Night: Mousasi vs. Hall 2    | 19 de noviembre de 2016 | 3     | 3:03   | Belfast                 |                                                                     |
| Derrota   | 6-3    | Ashlee Evans-Smith    | Decisión (dividida)                       | UFC Fight Night: Cowboy vs. Cowboy     | 21 de febrero de 2016   | 3     | 5:00   | Pittsburgh, Pensilvania |                                                                     |
| Derrota   | 6-2    | Holly Holm            | Decisión (unánime)                        | UFC Fight Night: Mir vs. Duffee        | 15 de julio de 2015     | 3     | 5:00   | San Diego, California   |                                                                     |
| Victoria  | 6-1    | Jéssica Andrade       | Sumisión (estrangulamiento por triángulo) | UFC Fight Night: Bigfoot vs. Mir       | 22 de febrero de 2015   | 1     | 1:54   | Porto Alegre            | Actuación de la Noche.                                              |
| Victoria  | 5-1    | Alexis Dufresne       | Decisión (unánime)                        | UFC 182                                | 3 de enero de 2015      | 3     | 5:00   | Las Vegas, Nevada       | Combate de peso acordado (138 libras); Dufresne no alcanzó el peso. |
| Victoria  | 4-1    | Maureen Riordon       | Sumisión (barra de brazo)                 | RFA 16                                 | 25 de julio de 2014     | 1     | 4:15   | Broomfield, Colorado    | Debut en el peso gallo.                                             |
| Victoria  | 3-1    | Leslie Rodriguez      | TKO (puñetazos)                           | Tachi Palace Fights 17                 | 14 de noviembre de 2013 | 1     | 1:24   | Lemoore, California     |                                                                     |
| Victoria  | 2-1    | Lydia Reyes           | KO (puñetazo)                             | TWC 15                                 | 26 de octubre de 2012   | 1     | 0:10   | Porterville, California |                                                                     |
| Derrota   | 1-1    | Julia Avila           | Decisión (unánime)                        | TWC 13                                 | 27 de enero de 2012     | 3     | 5:00   | Porterville, California |                                                                     |
| Victoria  | 1-0    | Chantalle Castellanos | TKO (puñetazos)                           | TWC 13                                 | 7 de marzo de 2010      | 3     | 1:38   | Porterville, California |                                                                     |